# Juliana Alves
Juliana Alves de Oliveira (sinh ngày 3 tháng 5 năm 1982) là một nữ diễn viên và người mẫu người Brazil, được biết là tham gia chương trình thực tế Big Brother Brasil 3 năm 2003. Juliana đã giành được một vị trí trong chương trình gần như một cách tình cờ: trong một buổi hòa nhạc ca sĩ Luiz Melodia, cô đã được một nhà sản xuất của TV Globo, người đã mời cô đến phỏng vấn. Bước cuối cùng này, Juliana đã tham gia vào các thử nghiệm khác nhau, để được chọn.

## Tiểu sử

### Cuộc sống ban đầu, sự nghiệp và Big Brother Brasil
Juliana Alves được sinh ra ở Rio de Janeiro vào ngày 3 tháng 5 năm 1982, con gái của giáo viên Fátima Machado và nhà tâm lý học Sebastião Oliveira. Từ khi biết đọc biết viết vào năm thứ ba trung học, cô đã học tại Colégio Pedro II. Năm 18 tuổi, cô là một tình nguyện viên và là một trong những nhân viên y tế của dự án Gymkhana-Aids thông tin ONG Criola, người chiến đấu chống lại định kiến đối với phụ nữ da đen. Cô tốt nghiệp tại Escola de Serviço Social da Universidade Federal do Rio de Janeiro. Cô học múa, và giáo viên của cô đã đề cử cô vào một biên đạo múa nổi tiếng, sau đó bắt đầu với vai trò là một vũ công ở Sebastão do Faustão, làm nhà hát nghiệp dư và các chiến dịch quảng cáo.
Năm 2002, Ahmed được các nhà sản xuất chương trình thực tế Big Brother Brasil tiếp cận sau nhiều thử nghiệm và được xác nhận trong phiên bản thứ ba của chương trình. Trong khi thực tế vẫn còn, Juliana Alves đã nhận được miễn dịch trong tuần thứ hai, là thiên thần thứ ba và trưởng nhóm vào thứ Tư, giành được một chiếc xe hơi như một món quà cho bằng chứng chiến thắng. Đã bị loại vào tuần thứ sáu sau khi đối mặt với Dhomini Ferreira trong tường, và sau đó anh ta là người chiến thắng. Sau khi nữ diễn viên ra khỏi Big Brother Brasil, cô được mời tham gia tiểu thuyết Chocolate com Pimenta, nơi anh đóng vai "chiến binh trẻ" Selma. Với sự kết thúc của phim telenovela, Juliana Alves đã nghỉ việc và tham gia ngành Tâm lý học tại Đại học bang Rio de Janeiro với hệ thống hạn ngạch dành cho người da đen.

### Công việc mới và tiếng tăm
Năm 2005, Juliana Alves tham gia loạt phim Mano a Mano của Rede TV với vai Rosy, tham gia vở kịch "Como o Diabo Gosta" và cùng năm đó đã xuất hiện với vai Sheila trong Prova de Amor của Rede Record. Hai năm sau, Alves nhận được lời đề nghị từ Rede Record để đóng vai trò lớn trong một cuốn tiểu thuyết mới, đồng thời, Globo đã mời cô tham gia bộ phim ngắn Amazônia, de Galvez một Chico Mendes trong một vai nhỏ, cuối cùng chấp nhận lời đề nghị từ Globo sau khi nhận được lời khuyên những người cô yêu thương và tin tưởng. Trong đó, cô chơi Áurea. Sau Amazônia, Juliana Alves đã thử giọng cho sáu cuốn tiểu thuyết, nhưng chưa được đài truyền hình Rio thuê. Trong cùng năm đó Juliana Alves bắt tay vào Duas Caras, như "periguish periguete" Gislaine Caó dos Santos. Bởi vì hiệu suất của nó trong cuốn tiểu thuyết, đã giành được Contigo! nữ diễn viên của sự mặc khải.